# Rajesh Face
Rajesh Face, född 12 april 2013 i Vomb i Skåne län, är en svensk varmblodig travhäst. Han tränades och kördes av sin uppfödare Lutfi Kolgjini (2016–2018) och i slutet av karriären tränades han av Adrian Kolgjini (2018–2021).
Rajesh Face tävlade åren 2016–2021. Han inledde karriären i april 2016 och tog sin första seger i den femte starten. Han sprang in 3,2 miljoner kronor på 70 starter varav 16 segrar, 4 andraplatser och 8 tredjeplatser. Han tog sina största segrar i Åby Stora Montépris och ett uttagningslopp till Svenskt Travderby (2017). Han kom på andraplats i Monté-SM samt på tredjeplats i Oslo Grand Prix (2018) och Lyon Grand Prix (2018). Han deltog i Elitloppet 2018.

## Karriär
Rajesh Face gjorde sin första start den 7 april 2016 på Åbytravet, där han kördes av sin tränare och uppfödare Lutfi Kolgjini. Han kom på andraplats, slagen med en nos av Fabriz Boko. Han tog sin första seger i den femte starten den 22 juni 2016 i ett treåringslopp på Halmstadtravet.
Rajesh Face var favorit till segern i 2017 års upplaga av Svenskt Travderby. Den 23 augusti 2017 segrade i uttagningsloppet till finalen. I Derbyfinalen den 3 september 2017 var han favoritspelad, men startgalopperade. Han slutade på femteplats efter en stark upphämtning.
Han kom på tredjeplats i Lyon Grand Prix den 12 maj 2018. Den 20 maj blev han inbjuden som sista häst till 2018 års upplaga av Elitloppet, som gick av stapeln den 27 maj på Solvalla. Han kördes av tränare Lutfi Kolgjini och startade i det omtalade första försöksloppet – ett lopp som försenades med 15 minuter efter problematik med omstarter. I det lopp som senare gick iväg diskvalificerades Rajesh Face för att ha galopperat. Han kom därmed inte med bland de fyra från försöksloppet som gick vidare till finalen av Elitloppet.
Den 10 juni 2018 skar han mållinjen på fjärdeplats i Norges största travlopp Oslo Grand Prix på Bjerke Travbane. Detta blev senare en tredjeplats, efter att målettan Urlo dei Venti diskvalificerats för att ha dopats av sin tränare.
Rajesh Face kom på femteplats i Hugo Åbergs Memorial den 31 juli 2018, trots att han startgalopperat och hamnat flera meter efter konkurrenterna.
Den 1 oktober 2018 började Rajesh Face tränas av Adrian Kolgjini. Detta efter att Lutfi Kolgjini valt att överlåta flera av stallets stjärnhästar till sonens nystartade tränarrörelse. Rajesh Face debuterade i sin nya regi den 13 november 2018 med att komma trea i ett lopp på Jägersro. Han segrade i HallandsMästaren den 30 september 2019.
Rajesh Face var även framgångsrik monté. Han vann Åby Stora Montépris den 8 augusti 2020 tillsammans med Sofia Adolfsson. Segern togs på nytt svenskt rekord 1.10,1. Han kom även på andraplats i Monté-SM den 10 oktober 2020.
Den 13 november 2021 kom beskedet att Rajesh Face slutar att tävla och istället blir sällskapshäst. Sista starten blev C.L. Müllers Memorial den 30 oktober 2021 på Jägerso, där han blev oplacerad efter att ha galopperat.